# Pierre Joseph Bonnaterre
Pfarrer, Abbé Pierre Joseph Bonnaterre (* 1752 in Aveyron; † 20. September 1804 in Saint-Geniez) war ein französischer Priester, Naturforscher und Zoologe.

## Leben und Wirken

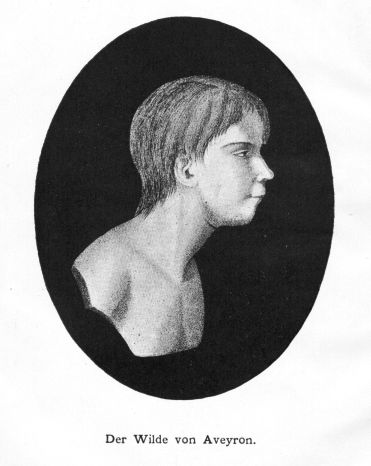
Der Wilde von Aveyron

Bonnaterre trat 1772 in das Priesterseminar von Rodez ein und wurde dort am 22. Februar 1779 zum Priester geweiht. Er wurde Vikar und ging dann nach Paris, wo er sich an der Abfassung der Encyclopédie ou Dictionnaire raisonné des sciences, des arts et des métiers beteiligte. Er studierte die Naturlehre und Medizin; im Jahre 1798 veröffentlichte ein Buch mit medizinischen Inhalt. Im Jahre 1796 gründete er den Zoo jardin zoologique in Rodez und wurde am 16. Mai 1797 Professor an der École centrale de l’Aveyron.
Zum Tableau encyclopédique et méthodique steuerte Bonnaterre Texte über viele Fische und Vögel bei. Er war der erste Wissenschaftler, der das Wolfskind Victor von Aveyron untersuchte und dessen Verhalten studierte.
Bonnaterre beschrieb über 25 neue Fischarten, u. a. auch 1788 den Wobbegong, und illustrierte über 400 Fische in seinen enzyklopädischen Arbeiten.

## Werke
- Tableau encyclopédique et méthodique des trois règnes de la nature, dix-huitième partie, insectes. Agasse, Paris 1797.
- Recueil de médecine vétérinaire ou Collection de mémoires d’instructions et de recettes sur les maladies des animaux domestiques.
- Tableau encyclopédique et méthodique des trois règnes de la nature: Cétologie, ophiologie, erpétologie. Padua 1795.
- Tableau encyclopédique et méthodique des trois règnes de la nature: Ophiologie. Panckoucke, Paris 1790.
- Tableau encyclopédique et méthodique des trois règnes de la nature: Ornithologie. Panckoucke, Paris 1790/91.
- Tableau encyclopédique et méthodique des trois règnes de la nature: Cétologie. Panckoucke, Paris 1789.
- Tableau encyclopédique et méthodique des trois règnes de la nature: Erpétologie. Panckoucke, Paris 1789/90.
- Tableau encyclopédique et méthodique des trois règnes de la nature: Ichthyologie. Panckoucke, Paris 1788.